# Běhařovice
Běhařovice (německy Biharzowitz) jsou městys v okrese Znojmo v Jihomoravském kraji. Žije zde 382 obyvatel. Leží asi 18 kilometrů severně od Znojma, 46 kilometrů jihozápadně od Brna a 170 kilometrů jihovýchodně od Prahy.
Sousedními obcemi sídla jsou Přeskače, Tavíkovice, Slatina, Černín, Mikulovice, Křepice, Vevčice a Újezd.

## Části městyse
- Běhařovice
- Ratišovice
- Stupešice

## Název
Název vesnice byl odvozen asi od osobního jména Běhař, které bylo totožné s obecným běhař - "běžec" (slovo se používalo ve vojenském prostředí pro posly). Výchozí tvar Běhařovici byl pojmenováním obyvatel vsi a znamenal "Běhařovi lidé". Není vyloučeno, že základem pojmenování bylo přímo obecné běhař a že se zpočátku jednalo o vesnici vojenských poslů.

## Historie
První písemná zmínka o obci pochází snad z listiny ze 12. století hlásící se k roku 1046 (Betharintich). Právo užívat znak a vlajku bylo městysu uděleno rozhodnutím Poslanecké sněmovny Parlamentu České republiky dne 13. listopadu 2002. Od 31. března 2009 byl obci navrácen status městyse. V 16. století zde žilo hodně novokřtěnců a nekatolíků. Roku 1627 shořelo celé městečko i s kostelem sv. Václava. V první polovině 19. století patřily Běhařovice k panství Tavíkovice.

## Obyvatelstvo
| Rok            | 1869 | 1880 | 1890 | 1900 | 1910 | 1921 | 1930 | 1950 | 1961 | 1970 | 1980 | 1991 | 2001 | 2011 | 2021 |
| -------------- | ---- | ---- | ---- | ---- | ---- | ---- | ---- | ---- | ---- | ---- | ---- | ---- | ---- | ---- | ---- |
| Počet obyvatel | 847  | 865  | 939  | 946  | 935  | 935  | 932  | 764  | 757  | 630  | 512  | 465  | 425  | 374  | 356  |
| Počet domů     | 168  | 174  | 181  | 189  | 188  | 188  | 205  | 214  | 203  | 192  | 168  | 200  | 204  | 207  | 210  |

## Pamětihodnosti
V obci jsou registrovány tyto kulturní památky:
- Kostel Nejsvětější Trojice – gotický, dokončen roku 1596[11]
- Kaple svatého Václava – drobná barokní stavba z roku 1826[12]
- Fara (čp. 35) – z roku 1826[11]

## Osobnosti
Pavel Huyn - pozdější brněnský biskup, v letech 1901-1904 tu byl farářem.
Ladislav Hůrek - sochař, autor řady soch a reliéfů na Znojemsku v letech 1940 - 1955,